# MS Hans Hedtoft
El MS Hans Hedtoft fue un buque de carga danés de pasajeros que chocó contra un iceberg y se hundió el 30 de enero de 1959 en su viaje inaugural frente a la costa occidental de Groenlandia. La única pieza de los restos encontrada fue un cinturón salvavidas. Todos a bordo presuntamente murieron.

## Hundimiento
El Hans Hedtoft zarpó de Copenhague en su viaje inaugural el 7 de enero de 1959. Su viaje a Julianehaab, Groenlandia, se realizó en un tiempo récord. Hans Hedtoft hizo escala en Nuuk, Sisimiut y Maniitsoq antes de regresar a Julianehaab.

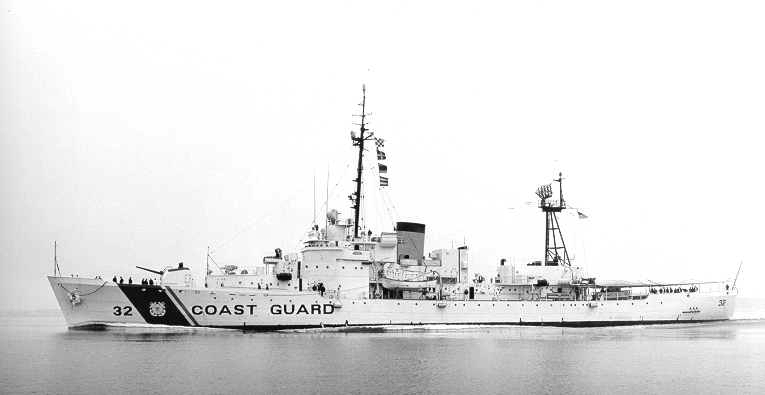
USCGC Campbell

El 29 de enero emprendió el viaje de regreso. El barco tenía a bordo 40 tripulantes, 55 pasajeros y un cargamento de pescado congelado y además 3,25 toneladas de archivos sobre la historia de Groenlandia. Uno de sus pasajeros era el miembro del parlamento danés (Folketing) Ago Lynge.
Al día siguiente, el Hans Hedtoft chocó contra un iceberg a unas 35 millas náuticas (65 km) al sur del cabo Farewell, el punto más meridional de Groenlandia. Se emitió una llamada de socorro a las 13:56 (hora local) indicando que el barco había chocado contra un iceberg en 59°30′N 43°00′W. La llamada fue oída por el USCGC Campbell, el arrastrero de Alemania Occidental Johannes Krüss de Bremerhaven, y por otro arrastrero de Alemania Occidental. Al cabo de una hora, se envió otro mensaje indicando que la sala de máquinas estaba inundada.
A las 15:12 se comunicó que el barco se estaba hundiendo. Se envió un mensaje final a las 17:41 indicando que el barco se estaba hundiendo lentamente y solicitando asistencia inmediata. Los aviones desplegados en Terranova se quedaron en tierra debido al clima y no pudieron ayudar en la búsqueda del Hans Hedtoft. El Johannes Krüss recibió el inicio de un SOS a las 18:06, tras lo cual se perdió la comunicación con el Hans Hedtoft. El 31 de enero, USCGC Campbell informó que las condiciones eran peores que cualquier cosa que el barco hubiera visto mientras estaba en servicio de convoy transatlántico durante la Segunda Guerra Mundial, y no había señales del Hans Hedtoft ni de sus pasajeros y tripulación. La búsqueda fue cancelada el 7 de febrero. La única pieza de restos jamás recuperada fue un aro salvavidas que llegó a la costa de Islandia y fue descubierto el 7 de octubre de 1959, unos nueve meses después de que el barco se hundiera.
El barco se hundió con registros parroquiales de parroquias de Groenlandia, que debían ser depositados en archivos en Dinamarca, causando una pérdida importante para la genealogía groenlandesa.
Como resultado del hundimiento, se reabrió el aeródromo de Narsarsuaq, Groenlandia, que había cerrado en noviembre de 1958. Se abrió un fondo de apelación para los familiares de las víctimas. Se recaudaron 40.000 coronas (entonces 2.000 libras esterlinas) entre diez países en dos meses.La indemnización para los familiares ascendió a 1.184.936 coronas (entonces 59.000 libras esterlinas). Al igual que el RMS Titanic, se decía que el Hans Hedtoft era el barco más seguro a flote, y algunos lo describían como "insumergible".
Actualmente los restos del naufragio permanecen sin descubrir en el fondo del Atlántico Norte.